# Nakagava (Nagano)
Nakagava (中川村; Hepburn: Nakagawa-mura) egy japán falu Nagano prefektúrában a Kamiina kerületben.
2003-ban a falu népessége 5412 volt, a népsűrűség 70,24 fő/km² volt. A falu teljes területe 77,05 km².

## Népesség
A település népességének változása:
| Lakosok száma | 5074 | 4850 | 4585 |
|               | 2010 | 2015 | 2021 |